# 바흐만 고바디
바흐만 고바디(페르시아어: ‏بهمن قبادی‎, 1968년 9월 2일 ~ )는 이란의 영화 감독, 영화 각본가, 영화 제작자이다.

## 참여 작품
- 취한 말들을 위한 시간
- 거북이도 난다
- 반달 (영화)
- 아무도 페르시안 고양이를 모른다